# Кларк, Дик
Дик Кларк (англ. Dick Clark, полное имя Ричард Вагстаф Кларк; 30 ноября 1929, Маунт-Вернон — 18 апреля 2012) — американский предприниматель, ведущий игровых шоу и деятель радио и телевидения. Он являлся председателем и CEO компании Dick Clark Productions, свою долю в которой он продал. Получил широкую известность благодаря работе ведущего таких популярных телешоу как «Американская эстрада», пяти версий игрового шоу «Пирамида» и «Dick Clark’s New Year’s Rockin' Eve».
Долгое время отличительной фразой Кларка было знаменитое прощание «А пока Дик Кларк… пока», при котором он отдавал воинское приветствие. За свою моложавость он получил прозвище «Самый старый подросток Америки», которое носил, пока в конце 2004 года не был сражён инсультом. С некоторыми нарушениями речи Дик вернулся в своё новогоднее шоу «New Year’s Rockin' Eve», вышедшее в эфир в ночь с 31 декабря 2005 года на 1 января 2006 года. Позднее он появился на церемонии вручении «Эмми» 27 августа 2006 года и во всех последующих выпусках «New Year’s Rockin' Eve».
30 ноября 2009 года все диджеи США чествовали Дика Кларка в его 80-летие.

## Ранние годы, образование и начало карьеры
Кларк родился и вырос в Маунт-Верноне (штат Нью-Йорк) в семье Джулии Фуллер (в девичестве Барнард) Кларк и Ричарда Аугустуса Кларка. Его единственный родной старший брат, Бредли, погиб во Второй мировой войне. Его карьера в шоу-бизнесе началась в 1945 году, когда он начал работать в отделе обработки корреспонденции WRUN — радиостанции, принадлежавшей его дяде и управляемой его отцом, в городе Ютика (штат Нью-Йорк). Кларка очень скоро повысили до синоптика и диктора новостей.
Кларк учился в средней школе в Маунт-Верноне и в Сиракузском университете в Сиракьюсе (штат Нью-Йорк). Состоял в студенческой организации Дельта-Каппа-Эпсилон, окончил университет в 1951 году.

## Радио и телевидение
Окончив среднюю школу в 1947 году, Дик Кларк начал работать в офисе WRUM-AM в Риме (штат Нью-Йорк). Почти сразу его попросили временно заменить ушедшего в отпуск синоптика, а несколько месяцев спустя он уже объявлял передачи на станции. Вероятно, таким стремительным карьерным подъёмом он обязан тому факту, что его отец являлся управляющим радиостанцией, которой владел его же дядя.
Будучи студентом, Дик Кларк работал на WOLF — радиостанции Сиракузского университета, передающей кантри-музыку. На короткое время он вернулся на WRUN, где пользовался именем Дик Клей.
Затем, уже под своим собственным именем, он вернулся к работе на WFIL — радио с дочерней телекомпанией в Филадельфии. Станция следовала формату, предполагающему наличие ведущего, который ставит в эфире различные записи. Телевизионный канал тогда показывал дневное подростковое танцевальное шоу под названием «Эстрада». Кларк получил там место ведущего, заменив Боба Хорна.
Телевизионная карьера Кларка началась на станции WKTV в Ютике, а затем он стал диджеем на радиостанции WOLF в Сиракьюсе. Впервые он появился в качестве ведущего в Cactus Dick and the Santa Fe Riders — программе, посвящённой музыке кантри. Позднее он заменил Роберта Эрла (который, в свою очередь, впоследствии стал ведущим GE College Bowl) в качестве диктора.
С 1962 по 1982 Кларк был директором вещательной компании 1440 KPRO в Риверсайде (штат Калифорния). В 1960-х он владел радиостанцией KGUD AM/FM (позднее KTYD AM/FM) в Санта-Барбаре (штат Калифорния).

### «Американская эстрада»
В 1952 году Кларк переехал в Филадельфию, точнее в Дрекселхил, и поселился во владении Дрексилбрук, где жил по соседству с Эдом Макмэхоном. Там он работал диджеем на радиостанции WFIL. У неё был дочерний телеканал (теперь WPVI) с тем же позывным сигналом, который в 1952 году начал транслировать шоу под названием «Эстрада Боба Хорна». Кларк регулярно заменял ведущего в этом шоу и после ухода Хорна стал уже полноправным ведущим с 9 июля 1956 года. Это шоу, теперь уже под названием «Американская эстрада», стал транслировать ABC. Впервые в национальном масштабе оно было показано 5 августа 1957 года. В тот день Кларк брал интервью у Элвиса Пресли.
В 1950-х Кларк начал инвестировать в звукозаписывающий и издательский бизнес. В 1959 году Сенат США начал расследование взяток в медиа-бизнесе. Звукозаписывающие компании платили теле- и радиовещательным каналам за распространение своей продукции. Кларк являлся акционером Jamie-Guyden Distributing Corporation, которая в национальном масштабе продвигала Jamie и другие звукозаписывающие компании, не принадлежавшие корпорации. Кларк продал свои акции обратно корпорации, когда в АВС предположили, что его участие может быть воспринято как злоупотребление служебным положением. В 1960 году, когда против Кларка снова были выдвинуты обвинения, он без лишнего шума вышел из дела и под присягой подписал заявление о своей непричастности к нему. Кларк не привлекался к ответственности ни за какие противозаконные действия.
Шоу «Американская эстрада», которое не затронуло следствие, приобрело огромный успех, выходя в эфир с понедельника по пятницу до 1963 года, а затем еженедельно по субботам до 1987 года. В 1964 году шоу переехало из Филадельфии в Голливуд. Чарли О’Доннал — близкий друг Кларка и многообещающий филадельфийский диджей — был выбран ведущим, кем и оставался в течение последующих 10 лет. В 1980-х О’Доннал также вёл различные версии игрового шоу Кларка «Пирамида». Он продолжал работать вместе с Кларком на специальных выпусках и церемониях награждений вплоть до самой своей смерти в ноябре 2010 года.
Кларк выпускал «Американскую эстраду» для синдикации, а позже, до 1989 года, для кабельного и спутникового телеканала USA Network. Кларк сам вёл программу в 1987 и 1988, а Девид Хирш — в 1989 — в последнем году её существования. В 2010 году шоу «Американская эстрада» и сам Дик Кларк были отмечены премией «Эмми».
Продолжение «Эстрады» под названием «Where the Action Is» шло также на АВС с 27 июня 1965 года по 31 марта 1967 года.

### «Новый год с Диком Кларком»
В 1972 году Кларк продюсировал и был ведущим первого выпуска новогоднего шоу «Dick Clark’s New Year’s Rockin' Eve», выходящего до сих пор. Программа строилась на предновогодних прямых репортажах Кларка с Таймс-сквера в Нью-Йорке, ведшего обратный отчёт до начала новогоднего бала. После бала фокус программы перемещается к музыкальным фрагментам, заранее записанным в Голливуде. Программа транслируется в прямом эфире в североамериканском восточном часовом поясе, а в других часовых поясах показывается позже, чтобы зрители могли встречать Новый год с Кларком.
ABC транслирует эту передачу каждую новогоднюю ночь с 1972 года, за исключением 1999 года, когда её заменил «ABC 2000 Today» — новостной выпуск, который вёл Питер Дженнингс. За более чем 30 лет в эфире это шоу стало одним из главных событий в США в канун Нового года. До него эту нишу занимала передача Гая Ломбардо (также известного как «Мистер Новый год») с его оркестром и королевскими канадцами, которые были неотъемлемой частью предновогодней программы на радио, а позднее и на телевидении (на канале CBS). Просмотр бала на Таймс-сквер в передаче Кларка — теперь ежегодная культурная новогодняя традиция в США.
Дважды Кларк не вёл это шоу. Первый раз это произошло в 1999—2000 из-за выпуска АВС ABC 2000 Today. Тем не менее, в ходе этой передачи Кларк вместе с корреспондентом АВС News Джеком Фордом проводил свой знаменитый обратный отсчёт до наступления Нового года. Но в этом выпуске Форд был назначен на Таймс-сквер, а роль Кларка была ограничена. Он был заявлен только как обозреватель, хотя это не помешало ему получить за этот выпуск премию Пибоди. Однако в 4 серии 7 сезона сериала «Секретные материалы» он появляется как ведущий, отсчитывающий время до наступления 2000 года на Таймс-сквер. Второй раз случился, когда в конце 2004 года Дик оправлялся от инсульта. Регис Филбин заменял его. В следующем году Кларк вернулся в шоу, только роль главного ведущего тогда исполнял уже Райан Сикрест. С 31 декабря 2005 года и до своей смерти Кларк вёл это шоу вместе с ним.

### Игровые шоу «Пирамида»
До «Пирамиды» Кларк дважды ненадолго появлялся в качестве ведущего телевикторин, сначала в «The Object Is», а затем в «Missing Links». По забавному стечению обстоятельств, в «Missing Links» он заменял своего бывшего соседа в Филадельфии Эда Макмэхона, впоследствии ставшего соведущим «TV’s Bloopers & Practical Jokes». Когда шоу «Missing Links» сменило канал вещания и переместилось с NBC на ABC, NBC заменило его на «Jeopardy!».
Позднее Кларк стал ведущим «The $10,000 Pyramid», премьера которого состоялась на канале CBS 26 марта 1973 года (в тот же день, когда и «Молодые и дерзкие»). Это шоу — игра на словесные ассоциации, созданная телевизионным продюсером Бобом Стюартом — транслировалось на ABC с 1974 по 1980 год. В течение этого периода главный приз увеличился до 20 тысяч долларов. В 1981 году, после непродолжительного времени, когда шоу шло как синдицированная программа и называлась «The $50,000 Pyramid», в 1982 году оно вернулось на CBS как «The New $25,000 Pyramid», где и шло постоянно до 1988 года, за исключением трёхмесячного перерыва. С 1985 по 1988 год Кларк вёл как «The New $25,000 Pyramid» на CBS, так и ежедневное «The $100,000 Pyramid» для синдикации. Его дневная версия «Пирамиды» завоевала 9 премий «Эмми» в номинации «Лучшее игровое шоу» — результат, который смогла затмить только синдицированная версия «Jeopardy!», получившая 11 статуэток. Кларк также получил три «Эмми» как лучший ведущий игрового шоу.
Впоследствии Кларк возвращался в «Пирамиду» в качестве гостя. Когда в 1991 году Джон Девидсон готовился к своему первому выходу в качестве ведущего этого шоу, Кларк послал ему сообщение с пожеланием удачи. В 2002 году Дик Кларк трижды появлялся в качестве почётного гостя в версии Донни Осмонда.

### Радиопрограммы
Кларк также долго работал радиоведущим хит-парада топ-40. В 1963 году он вёл программу «The Dick Clark Radio Show». Её продюсировала компания Mars Broadcasting из Стэмфорда (штат Коннектикут). Несмотря на оглушительный успех Кларка в «Америнканской эстраде», только несколько десятков радиостанций заинтересовались этим шоу и оно шло меньше года. Являя собой один из первых примеров синдицированной радиопередачи, это шоу опережало своё время, что и обусловило достаточно низкий уровень его тогдашней популярности.
25 марта 1972 года Кларк вёл American Top 40, временно заменяя Кейси Касема. Несколькими годами позже Кларк стал одним из самых сильных конкурентов этого радиошоу. В 1981 году по заказу компании Mutual Broadcasting System он создал The Dick Clark National Music Survey («Национальное музыкальное обозрение Дика Кларка»). Программа представляла рейтинги 30 современных хитов недели, напрямую конкурируя с American Top 40. Кларк оставил Mutual в 1986 году. Позднее Кларк основал свою собственную синдицированную радиокомпанию, United Stations Radio Network (Сеть объединённых радиостанций) или Unistar, и стал владеть рейтинг-программой «Countdown America». Она шла до 1994 года, когда Кларк продал Unistar компании Westwood One Radio. Годом позже он начал всё заново, создав новую версию USRN и новое рейтинг-шоу «The U.S. Music Survey» («Американское Музыкальное обозрение»). Кларк сам вёл его до 2004 года, когда его сразил инсульт.
Самый долгоиграющий радиопроект Кларка начался 14 февраля 1982 года. Это был четырёхчасовое шоу под названием «Rock, Roll & Remember» («Рок, ролл и помни»), названное по автобиографии Кларка, увидевшей свет в 1976 году. В первые три года соведущим программы был ветеран радио Лос-Анджелеса Марк Эллиот. К 1985 году Кларк стал единоличным ведущим шоу, а Пем Миллер стал его продюсером. Каждую неделю Кларк приглашал разных деятелей искусства эпохи рок-н-ролла. Он также говорил о музыкальных событиях, имевших место в 1950-х, 60-х или начале 70-х. Шоу перестало выходить в 2004 году, когда Кларка сразил инсульт. Тем не менее, повторы этих передач по-прежнему выходят в эфир и доступны на сайте Dick Clark Online.
С 2009 года Кларк объединил элементы «Rock, Roll & Remember» с синдицированным шоу «Rewind with Gary Bryan». Новое шоу называется «Dick Clark Presents Rewind with Gary Bryan». Брайан, радиодеятель из Лос-Анджелеса, выступает в качестве основного ведущего. Кларк отвечает за профильное направление.

### Другие телевизионные программы
Будучи на пике славы, принесённой «Американской эстрадой», Кларк также вёл получасовую субботнюю вечернюю программу под названием The Dick Clark Show (Шоу Дика Кларка). Оно выходило в эфир на ABC с 15 февраля 1958 года до 10 сентября 1960 года. Это был прямой эфир из «Малого театра» в Нью-Йорке, организованный Beech-Nut Gum. Там блистали рок-звёзды, подпевавшие собственным хитам, так же, как в «Американской эстраде». Однако, в отличие от дневной «Эстрады», в которой основное внимание фокусировалось на танцполе, где подростки щеголяли новомодными танцевальными па, аудитория The Dick Clark Show (состоявшая преимущественно из визжащих девочек) сидела в традиционном театре. В то время как одни музыкальные номера представлялись просто, на другие делались основные ставки.
Кульминацией было открытие Кларком с большой помпой в конце каждой программы десятки лучших записей предстоящей недели. Этот ритуал настолько укоренился в популярной культуре, что и по сей день его в своём шоу ежевечерне высмеивает Дэвид Леттерман. По ходу действия комедии-драмы «Пегги Сью вышла замуж» персонаж Кэтлин Тёрнер после того, как транспортируется обратно в весну 1960 года, предположительно смотрит по ТВ «Американскую эстраду». В фильме, однако, использован фрагмент субботнего шоу Дика Кларка. Это видно по тому, что подростки не танцуют, а сидят в театральных ложах.
С 27 сентября по 20 декабря 1959 года Кларк вёл еженедельное получасовое шоу о разнообразных талантах под названием «Dick Clark’s World of Talent» («Мир талантов Дика Кларка»). Передача выходила в эфир на АВС в 22:30 по воскресеньям. Это вариация на тему более раннего шоу «This Is Show Business» (1949—1956), созданного Ирвингом Мэнсфилдом для канала CBS. В нём принимали участие три эксперта-знаменитости, в том числе комик Джек Леонард, судивший, а также дававший советы и консультации любителям и полупрофессиональным исполнителям. Хотя именно этот проект и не имел успеха, за время его почти трёхмесячного существования, Кларк был одной из немногих фигур в истории телевидения, появлявшейся в общенациональном прямом эфире семь дней в неделю. Кларк был задействован в ряде других телесериалов и программ в качестве продюсера и исполнителя. Одно из его самых известных выступлений в качестве гостя было в заключительном эпизоде оригинального сериала «Перри Мейсон» («Дело последнего исчезновения»), в котором он является в качестве убийцы в драматической сцене в зале суда. В 1973 году он создал шоу American Music Award, которое он выпускает ежегодно. Задуманное как конкурс на соискание премии «Грэмми», через несколько лет оно получило большую аудиторию, поскольку лучше, чем «Грэмми», отвечало популярным тенденциям.
В 1973 году Кларк попытался проникнуть в царство музыки соул с шоу Soul Unlimited. Программа, которую вёл Бастер Джонс, была более рискованной и противоречивой версией популярной в то время Soul Train и чередовалась в тайм-слоте «Эстрады». Было показано всего несколько эпизодов. Несмотря на долгую вражду между Кларком и создателем и ведущим Soul Train Доном Корнелиусом, впоследствии они сотрудничали в нескольких программах, посвящённых негритянским музыкантам.
Непродолжительное время в 1978 году Дик вёл еженедельное «Dick Clark’s LIVE Wednesday». В 1984 году Кларк создал на NBC серию «TV’s Bloopers & Practical Jokes» («Телевизионные ляпы и розыгрыши»), которую вёл совместно с Эдом Макмэхоном. Серия шла до 1988 года, а потом выходила в специальных выпусках. Тогда её вёл Кларк, к которому иногда присоединялся ещё один телеведущий, в первую очередь на NBC, в дальнейшем на ABC и в настоящее время на TBS. Кларк и Макмэхон были давними знакомыми по Филадельфии, и Макмэхон был очень благодарен Кларку, который свёл его с будущим партнёром в работе на телевидении Джонни Карсоном, когда все трое в конце 1950-х работали на ABC. Своим продолжением шоу «Ляпы» обязано Кларку, а точнее созданной им в начале 80-х специальной серии «Ляпов» на NBC. На это его вдохновили книги, альбомы и выступления Кермита Шефера — продюсера радио и телевидения.
В течение нескольких лет в 1980-х годах Кларк одновременно вёл регулярные программы 3 крупных американских телевизионных сетей: ABC («Эстрада»), CBS («Ппирамида») и NBC («Ляпы»), а в 1993 году он вёл Scattergories. В 1990 и 1991 годах он был ведущим синдицированного игрового телешоу The Challengers, которое длилось только один сезон. В 1999 году вместе с Бобом Боденом он был одним из исполнительных продюсеров телеигры Greed («Алчность») на Fox, которая проходила с 5 ноября 1999 года по 14 июля 2000 года и которую вёл Чак Вулери. В то же время Кларк был ведущим созданного Стоуном Стэнли Winning Lines, которое в течение шести недель, с 8 января по 12 февраля 2000 года, транслировалось на CBS.
В 1995 году Кларк непродолжительно работал в качестве диктора в The Jon Stewart Show (Шоу Джона Стюарта).
С 2001 по 2003 год Кларк был соведущим The Other Half («Другой половины») с Марио Лопесом, Дэнни Бонадьюсом и Дорианом Грегори — синдицированного дневного ток-шоу, задуманного как мужской эквивалент The View. Кларк также создал телесериал «Американские мечты» о семье из Филадельфии времён начала 1960-х, чья дочь регулярно появляется в «Эстраде». Сериал выходил с 2002 по 2005 год.

### Другие появления в медиа
В 1970 году Кларк исполнил роль самого себя в комедии «Финкс».
В 2002 году Кларк был показан в документальном фильме «Боулинг для Колумбины». Он был подвергнут критике за наём бедных матерей-одиночек, которые были вынуждены на износ работать в его сети ресторанов за небольшую плату. К примеру, одна женщина работает более 80 часов в неделю и при этом не в состоянии оплатить аренду. В результате, её выселяют, и её сын живёт в доме своего дяди. Там мальчик находит пистолет и приносит его в школу, где стреляет в другого первоклассника. В документальных кадрах с участием Кларка Майкл Мур пытается приблизиться к нему, чтобы поговорить о социальной политике, которая допускает эти условия и расспрашивает его о том, кого он принимает на работу. Майкл интересуется налоговыми льготами и преимуществами от найма получателей социальных пособий. Кларк отказывается ответить на какие-либо вопросы Мура, захлопывает дверь автомобиля и уезжает прочь.
Фрагменты интервью с Кларком также появились в 2002 году в фильме «Признания опасного человека», который был основан на «запретной автобиографии» Чака Барриса. (Баррис работал в отделе стандартов ABC во время показа «Американской эстрады», отвечая за морально-этический аспект и законность материалов программы.)
В 2002 году в эпизоде «Mission: Implausible» («Миссия: неправдоподобно») комедийного сериала «Дхарма и Грег» Грег в колледже становится жертвой шутки и разрабатывает план мести. Часть плана предполагает использование маскировки, и первый, под кого собирается маскироваться герой — это Дик Кларк. По ходу развития фантазийного сюжета показывается раскрытие плана, и уже появляется настоящий Кларк, замаскированный под Грега.
Он также снялся в небольших ролях в двух эпизодах сериала «Принц из Беверли-Хиллз». В одном эпизоде он играет самого себя в закусочной в Филадельфии, а в другом он помогает персонажу Уилла Смита показывать ляпы из предыдущих серий «Принца».
В 2000 году влиятельное музыкальное издание Billboard объявило о том, что Дик Кларк работает с российской группой Бари Алибасова — НА-НА.

## После инсульта

### Первоначальная новость
В апреле 2004 года в «Шоу Ларри Кинга» Кларк сообщил, что у него диабет 2-го типа.
8 декабря того же года он был госпитализирован в Лос-Анджелесе после инсульта. Представитель Кларка, Эми Стрейбел, подтвердила факт госпитализации, но обнадёжила, что всё будет в порядке.
Однако 13 декабря 2004 года было объявлено, что Кларк не сможет провести своё ежегодное шоу «New Year’s Rockin' Eve», с которым бессменно выходил в эфир с 1972 года, кроме 1999 (когда оно было заменено выпуском ABC 2000 Today Питера Дженнингса, но Дик в том выпуске всё равно произвёл свой знаменитый обратный отсчёт). В 2004 году Реджис Филбин заменил Кларка и во время шоу высказал ему свои наилучшие пожелания.

### Возвращение на телевидение
Хотя с момента инсульта Кларк вообще не появлялся где-либо на публике, 15 августа 2005 года он заявил, что вернётся на Таймс-сквер и продолжит ежегодную традицию. В этом случае Хилари Дафф и Райану Сикресту отводилась роль соведущих, а Сикрест, помимо этого, был назначен одним из исполнительных продюсеров. Также в пресс-релизе было объявлено, что в случае ухода Кларка с поста ведущего, Сикрест возьмёт эту роль на себя.
31 декабря 2005 года Кларк вернулся на телевидение в «Dick Clark’s New Year’s Rockin' Eve». Ему явно было очень трудно говорить, речь была нарушена, он едва смог произвести свой знаменитый обратный отсчёт. В ходе программы Кларк оставался за рабочим столом и был показан только в некоторых эпизодах. В эфире он сказал: «В прошлом году я перенёс инсульт. Он оставил меня в плохом состоянии. Мне пришлось учиться ходить и говорить заново. Это была долгая и трудная борьба. Моя речь не совершенна, но я на правильном пути». Перед отсчётом до 2006 года он сказал, что «не пропустил бы это (телепередачу) ни за что на свете».
Реакция на появление Кларка была неоднозначной. Некоторые телекритики (в том числе Том Шейлс из The Washington Post в интервью CBS Radio Network) отметил, что он не был в достаточно хорошей форме, чтобы появляться в эфире. В то же время люди, сами перенёсшие инсульт, и многие поклонники Кларка хвалили его за то, что он стал образцом для подражания для имеющих дело с постинсультной реабилитацией.

### Последующие появления
Кларк также появился на церемонии вручения «Эмми» 27 августа 2006 года. Его представил Саймон Коуэлл, который после шоу воздал должное успешной карьере Дика, насчитывающей несколько десятилетий. Его показали, сидящим за кафедрой, и, хотя его речь была по-прежнему невнятной, он смог обратиться к аудитории и представить Барри Манилова.
Кларк был удостоен 37-й ежегодной награды «Эмми» на CBS TV. Это было признанием его 40-летней работы ведущим «Американской эстрады». Умер после борьбы с инсультом в возрасте 82 лет.

## Развлекательный бизнес

### Рестораны
Кларку принадлежит доля в сети музыкальных тематических ресторанов, лицензированных под названиями «Dick Clark’s American Bandstand Grill», «Dick Clark’s AB Grill», «Dick Clark’s Bandstand — Food, Spirits & Fun» и «Dick Clark’s AB Diner». Три из них расположены в аэропортах: в Ньюарке (штат Нью-Джерси), Финиксе (штат Аризона) и Солт-Лейк-Сити (штат Юта). Также они расположены в Крэнбери (штат Нью-Джерси) и в Бренсоне (штат Миссури).

### Театры
В апреле 2006 года в Бренсоне открылся «Театр Американский эстрады Дика Кларка» («Dick Clark’s American Bandstand Theater»), а девять месяцев спустя новый театр и ресторан, объединённые названием «Музыкальный комплекс Американской эстрады Дика Кларка» («Dick Clark’s American Bandstand Music Complex»), открытый недалеко от тематического парка «Долливуд» Долли Партон в Пиджеон-Фордже (штат Теннесси). В октябре 2007 года, поскольку жители близлежащих районов жаловались на уличные концерты, он временно закрылся. После восемнадцати месяцев обширной реконструкции он был вновь открыт для концертов, но теперь уже в помещении.

## Частная жизнь
Кларк был женат три раза. Первый раз на Барбаре Маллери в 1952 году; в этом браке родился один сын, Ричард, и пара развелась в 1961 году. В 1962 он женился на Лоретте Мартин; у них было двое детей, Дуэйн и Синди, развелись в 1971 году. В 1977 Кларк женился на Кари Уигтон.

### Моложавость Кларка
До инсульта неизменная внешняя молодость Кларка, несмотря на его более чем зрелый возраст, была частым объектом шуток и комментариев в массовой культуре. Его наградили прозвищем «Самый старый подросток Америки».
В одном из мультфильмов Гэри Ларсона «The Far Side» («Дальняя сторона») была фраза «Вдруг на национальных ток-шоу на глазах у миллионов зрителей Дик Кларк достигает 200 лет за 30 секунд».
В 320-м эпизоде Mystery Science Theater 3000 Джон Кэррадайн, исполняющий роль безумного учёного в фильме The Unearthly, пытается побудить другого персонажа рассмотреть вопрос вечной жизни, говоря: «Предположим, вы могли бы просыпаться каждое утро и видеть ваше лицо нетронутым временем». Следует ответ: «Как у Дика Кларка?».
В одном из эпизодов «Полицейского отряда» Дик Кларк, выступая в роли самого себя, покупает Секретный молодильный крем у уличного чистильщика обуви Джонни. В фильме «Пегги Сью вышла замуж» (1986), Кэтлин Тёрнер, отправившаяся назад во времени в 60-е, вместе со своей сестрой смотрит шоу Дика Кларка и говорит: «Этот человек никогда не стареет».

## Награды
Кларк получал следующие награды:
- Дневная премия «Эмми» (1979, 1983, 1985 и 1986);
- Дневная премия «Эмми» за жизненные достижения (1994);
- Премия Пибоди (1999).

Он также включён в несколько Залов славы:
- Голливудская «Аллея славы» (1976);
- Зал славы рок-н-ролла (1993).